# Talpa-Bâscoveni
Talpa-Bâscoveni – wieś w Rumunii, w okręgu Teleorman, w gminie Talpa. W 2011 roku liczyła 350 mieszkańców.